# 戴利鎮區 (明尼蘇達州密爾湖縣)
戴利鎮區（英語：Dailey Township）是位於美國明尼蘇達州密爾湖縣的一個行政鎮區。

## 地方資料
戴利鎮區的面積為79.88平方千米，當中陸地面積為79.35平方千米，而水域面積為0.53平方千米。根據2020年美國人口普查的數據，當地共有人口216人，而人口密度為每平方千米2.7人。